# Ira Harris
Pour les articles homonymes, voir Harris.
Ira Harris (31 mai 1802 à Charleston – 2 décembre 1875 à Albany) est un juriste américain qui fut, pendant douze ans, juge à la Cour suprême de l'État de New York, puis sénateur des États-Unis pour l'État de New York, de 1861 à 1867. Il était un ami personnel du président Abraham Lincoln. 

## Biographie
Ira Harris est né le 31 mai 1802 à Charleston dans l'État de New York. Il sort diplômé de l'Union College en 1824 puis étudie le droit à Albany.
Harris sert à l'Assemblée de l'État de New York de 1845 à 1846 puis au Sénat de l'État en 1847 avant d'être juge à la Cour suprême de New York de 1847 à 1859. Il est ensuite élu en tant que républicain au Sénat des États-Unis et occupe ce poste de 1861 à 1867.
Il meurt le 2 décembre 1875 à Albany.